# G. Nagyné Maczó Ágnes
G. Nagyné Maczó Ágnes (Törökszentmiklós, 1960. július 30. –) magyar ügyvéd, politikus, országgyűlési képviselő, 1994–1997 között az Országgyűlés alelnöke.

## Tanulmányai
1978-ban matematika-fizika szakos gimnáziumban érettségizett, majd felvették az Eötvös Loránd Tudományegyetem Állam-és Jogtudományi Karára, ahol 1983-ban szerzett jogi doktorátust.

## Politikai pályafutása
Diplomájának megszerzése után Boldogkőváralján, majd Tokajban dolgozott tanácstitkári állásban.  Későbbiekben 1988-ban politikai okok miatt eljárást indítottak ellene. Ugyanebben az évben megkapta az MTA és a Soros-alapítvány ösztöndíját, ezalatt könyvet írt a tokaji közállapotokról. Országosan ismertté vált a róla készült egyórás tv-riport és a Magyar Nemzet-ben közzétett elítélő cikkek után.
Az 1990-es országgyűlési választáson független jelöltként, a Magyar Demokrata Fórum támogatásával indult az Encs központú Borsod-Abaúj-Zemplén megyei 9-es számú egyéni választókerületben, amit meg is nyert. 1991-ben lépett ki az MDF-frakcióból. 1993-ban belépett a Független Kisgazdapártba. Az 1994-es országgyűlési választást követően megválasztották az Országgyűlés alelnökévé.
A ciklus alatt a Torgyán József által képviselt politika ellen fordult és a Horn Gyula által beterjesztett földtörvény miatt 1997 szeptemberében földvédő tüntetést szervezett. Országos útlezárásokkal bénították a forgalmat, több tízezer tüntetőt mozgatott meg a Földvédő Bizottság vezetőjeként. Mire Kiskőrösről, a tüntetés központjából visszaérkezett Budapestre, már le is váltották közjogi méltóságából, kizárták a Kisgazda Pártból.
1998-ban megalapította az Új Szövetség Magyarországért nevű pártot, melynek elnöke lett. Az 1998-as országgyűlési választáson új pártja országos listáját vezette, de a párt nem érte el az 5%-os bejutási küszöböt, ezért nem szerzett mandátumot.
1999-ben, egy időközi önkormányzati választáson megválasztották Üröm polgármesterévé. 2001-ben az FKGP visszavette a pártba, újra a párt alelnöke lett. Polgármesteri és pártalelnöki pozícióját is rehabilitálva 2002-ig viselte. Azóta ügyvédi irodát vezet Ürömön.

## Családja
Házas, férje G. Nagy Ilián költő, akivel közösen több könyvet adtak ki. Négy leány- és egy fiúgyermek édesanyja.

## Kötetei
- A nép kalodája. Parlamenti beszédek, előadások, riportok; Püski, Bp., 1991
- Maczó Ágnes–G. Nagy Ilián: A hazugok országa. Az új nemzedéknek; Inter Leones, Boldogkőváralja, 1992
- Maczó Ágnes–G. Nagy Ilián: Hogyan mentsük meg Magyarországot? Az új nemzedéknek; Inter Leones, Bp., 1993
- Maczó Ágnes–G. Nagy Ilián: A fertő. Politika Magyarországon; Inter Leones, Bp., 1993
- Maczó Ágnes–G. Nagy Ilián: Abaúj élni akar; Inter Leones, Bp., 1993
- Jogot a népnek. Négy év leghíresebb parlamenti beszédei; Inter Leones, Bp., 1994
- Maczó Ágnes–G. Nagy Ilián: Új magyar alkotmány; Inter Leones, Bp., 1995
- Isten, haza, Torgyán család; Inter Leones, Bp., 1999
- A Kisgazdapárt jövője; Inter Leones, Üröm, 2001
- Maczó Ágnes–G. Nagy Ilián: A kirekesztett nemzet; Inter Leones, Bp., 2010